# Интервенция на Организацията на Варшавския договор в Чехословакия
Операция „Дунав“ е военна операция, проведена от въоръжените сили на държавите членки (без Румъния) на Организацията на Варшавския договор (ОВД). Целта на операцията е спиране на политическите реформи от Пражката пролет в Чехословакия. По време на операцията Чехословакия е окупирана напълно през август 1968 година.
На 21 август 1968 г., след неуспешни преговори, имащи за цел предотвряване по-нататъшното осъществяване на реформите от периода на политическа либерализация в страната, известени като Пражката пролет, войските на ОВД нахлуват в Чехословашката социалистическа република. Реформите са насърчавани от тогавашния председател на Чехословашката комунистическа партия Александър Дубчек, който се стреми да засили правата на гражданите въпреки несъгласието на Съветския съюз. Александър Дубчек е избран за ръководител на Комунистическата партия на Чехословакия след оставката на Антонин Новотни през януари 1968 г.
По време на инвазията десетки хиляди войници от страни от Варшавския договор преминават чехословашката граница. Инвазията успява да спре тенденцията за демократизация на страната и да засили позицията на марксисткото, просъветско крило в Комунистическата партия на Чехословакия. Съветската политика от онези дни става известна като доктрината „Брежнев“.

## Преговори ЧССР – СССР
Реформите, въведени от Александър Дубчек, предизвикват загрижеността на Леонид Брежнев и другите лидери на държавите членки на Организацията на Варшавския договор, които се страхуват от разпадането на комунистическия блок в разгара на Студената война.
В края на март 1968 г. Централният комитет на КПСС изпраща до партийния актив секретна информация за ситуацията в Чехословакия, където се казва: „... напоследък събитията се развиват в негативна посока. В Чехословакия се увеличават действията на безотговорни елементи, които настояват за създаване на „официална опозиция“ и проявяват „толерантност“ към различни антисоциалистически възгледи и теории. Неправилно се отразява миналият опит на социалистическото строителство, правят се предложения за специален чехословашки път към социализма, който е в противоречие с опита на другите социалистически страни, правят се опити да се хвърли сянка върху външната политика на Чехословакия и се изтъква необходимостта от „независима“ външна политика. Чуват се призиви за създаване на частни предприятия, изоставяне на плановата система и разширяване на връзките със Запада. Освен това в редица вестници, по радиото и телевизията се пропагандират призиви за „пълно отделяне на партията от държавата“, за връщане на Чехословакия към буржоазната република от времето на Масарик и Бенеш, за превръщането на Чехословакия в „отворено общество“ и други...“
На 23 март 1968 г. в Дрезден (ГДР) се провежда среща между ръководителите на партиите и правителствата на шест социалистически страни – СССР, Полша, ГДР, България, Унгария и Чехословакия. Ситуацията в Чехословакия е определена като „пълзяща контрареволюция“ и генералният секретар на Комунистическата партия на Чехословакия Александър Дубчек е критикуван за поетия курс към демократизация на социалистическото общество. След тази срещата съветското ръководство започва да разработва варианти за действие срещу Чехословакия, включително и военни. Тогава ръководителите на ГДР (Валтер Улбрихт), България (Тодор Живков) и Полша (Владислав Гомулка) заемат твърда позиция по въпроса и в известна степен оказват влияние върху съветския лидер Леонид Брежнев. Причина за поставянето на въпроса е и факта, че Съветската страна не изключва възможността войските на НАТО да навлязат на територията на Чехословакия, страх пораждан от това, че по същото време, близо до западната граница на Чехословакия, се извършват военни маневри на НАТО с кодовото наименование „Черният лъв“.
Отначало ръководителите на Съветския съюз се опитват да спрат реформите в Чехословакия чрез преговори. Двустранните разговори, които се провеждат в рамките на няколко месеца обаче не постигат желания резултат. Според доктрината „Брежнев“ всяка държава от ОВД е задължена да подчини своите национални интереси в полза на Източния блок, за което, ако е необходимо, може да се използва и военна сила.
Предвид създалата се военно-политическа обстановка през пролетта на 1968 г. единното командване на Варшавския договор съвместно с Генералния щаб на въоръжените сили на СССР започва разработването на военна операция с кодовото наименование „Дунав“. На 8 април 1968 г. командващият въздушнодесантните войски генерал В. Ф. Маргелов получава директива, според която трябва да започне изготвянето на план за използване на десантни войски на територията на Чехословакия. Директивата гласи: „Съветският съюз и другите социалистически страни, лоялни към международния дълг и Варшавския договор, трябва да изпратят своите войски в помощ на Чехословашката народна армия в защитата на Родината от надвисналата над нея опасност.“ В документа се подчертава и: „... ако войските на Чехословашката народна армия проявят разбиране към появата на съветските войски в страната, е необходимо организирането на взаимодействие с тях и съвместно изпълняване на поставените задачи. Ако войските на Чехословакия са враждебно настроени към парашутистите и подкрепят консервативните сили, тогава е необходимо да се предприемат мерки за локализирането им, а ако това не е възможно, за обезврежданито им.“
През април – май съветските лидери се опитват да „вразумят“ Александър Дубчек и му обръщат внимание за опасностите от действията на антисоциалистическите сили. В края на април маршал И. Якубовски, главнокомандващ на Обединените въоръжени сили на страните участнички във Варшавския договор, пристигна в Прага за подготовка на военно учение на войските на Варшавския договор на територията на Чехословакия.
На 4 май 1968 г. Леонид Брежнев се среща с Александър Дубчек в Москва, но при тази среща отново не е постигнато взаимно разбирателство. Следва закрита среща между ръководителите на СССР, Полша, ГДР, България и Унгария на 8 май в Москва. Провежда се откровен обмен на мнения относно мерките, които трябва да бъдат предприети във връзка със ситуацията в Чехословакия. Още тогава е имало предложения за военно решение на проблема. Унгарският лидер Янош Кадар, позовавайки се на опита от 1956 г., заявява, че чехословашката криза не може да бъде разрешена с военни средства и трябва да се търси политическо решение.

## Военното учение „Шумава“
В края на май правителството на Чехословакия се съгласява да проведе редица учения на войските на страните от Варшавския договор, наречени „Шумава“ и на своя територия. Те се провеждат през периода 20 – 30 юни. В него участват само щабовете на военните свързочни подразделения. От 20 до 30 юни на територията на Чехословакия, за първи път в историята на военния блок, в една от социалистическите страни са дислоцирани 16 000 военни от съставите на чужди войски.
От 23 юли до 10 август 1968 г. на територията на СССР, ГДР и Полша се провеждат тиловите учения „Неман“, по време на които войските се подготвят за навлизане в Чехословакия. На 11 август 1968 г. се провежда и голямо учение на войските за ПВО „Небесен щит“. Тогава на територията на Западна Украйна, Полша и ГДР се провеждат и учения на войсковите свързочни части.
29 юли – 1 август в в гр. Черна над Тиса се провежда среща, в която участват: цялото Политбюро на ЦК на КПСС и Президиумът на ЦК на Комунистическата партия на Чехословакия, заедно с президента Лудвиг Свобода. Тогава чехословашката делегация, участваща в преговорите, излиза с единна позици по отношение политическата ситуация в страната. Изключение прави позицията на Васил Билак. В същото време е получено лично писмо от кандидат-члена на Президиума на ЦК на Комунистическата партия на Чехословакия Антонин Капек с молба да се окаже „братска помощ“ от другите социалистическите страни.
В края на юли 1968 г. подготовката за военна операция в Чехословакия вече е завършена, но окончателно решение за нейното изпълнение все още не е взето.
На 3 август 1968 г. лидерите на шестте комунистически партии се срещат в Братислава. Декларацията, приета в Братислава, съдържа фразата за „колективната отговорност за защитата на социализма“. В Братислава на Леонид Брежнев е предадено писмо от петима членове на ръководството на Комунистическата партия на Чехословакия – Алоис Индра, Драхомир Колдер, Олдржих Швестка, Антонин Капек и Васил Биляк с молба за „ефективна помощ и подкрепа“ за предотвратяване на „непосредствена опасност от контрареволюция“ в Чехословакия.
В средата на август Леонид Брежнев лично се обажда два пъти на Александър Дубчек с въпроса защо все още не се извършват кадровите промени, тези обещани на срещата в Братислава, на което Дубчек отговаря, че кадровите въпроси трябва да се решат колективно, на пленум на ЦК на партията който още не се състоял.
От едно от интервютата с дипломата Валентин Фалин (1966 – 1968 г. ръководител на 2-ри европейски (британски) отдел на Министерството на външните работи на СССР) дадено за списание „Итоги“ се казва:
„…Ще се спра на Пражката пролет. Той (Л. И. Брежнев) възложи на помощниците си Александров-Агентов, Блатов и на мен да обобщаваме всички получени материали, както и отзивите публикувани в пресата за развитието на ситуацията в Чехословакия. Трябваше да му докладваме за нашите оценки два пъти на ден. Често Леонид Илич влизаше в малката ни стая близо до кабинета си и иронично питаше: „Всички ли правите магии?“ Ние настоявахме, че разходите за военна намеса ще бъдат по-големи от печалбите. Обикновено се чуваше отговорът: „Вие не знаете всичко“. Наистина, ние не знаехме всичко. Не знаехме и това, че на 16 август, тоест четири дни преди нашата инвазия в Чехословакия, Александър Дубчек лично се е обадил на Брежнев и е поискал да изпрати съветските войски. Колкото и да се опитват чехите да премълчат този факт, записът на телефонния разговор се пази в архива…“.
На 16 август в Москва, на заседание на Политбюро на ЦК на КПСС се обсъжда ситуацията в Чехословакия. Тогава е одобрено и предложението за военното решаване на въпроса. Изпратено е и предупредително писмо от Политбюро на ЦК на КПСС до Президиума на ЦК на Комунистическата партия на Чехословакия. На 17 август съветският посланик С. Червоненко се среща с президента на Чехословакия Л. Свобода и информира Москва, че в решителния момент президентът ще застане на страната на КПСС и Съветския съюз. В същия ден в Москва се подготвят материалите за текста на Обръщението към чехословашкия народ който е изпратен до групата на „здравите сили“ в Комунистическата партия на Чехословакия. Планирано е същите да създадат ново „Революционно работническо селско правителство“. Подготвен е и проект на обръщение от страна на правителствата на СССР, ГДР, Полша, България и Унгария към народите на Чехословакия, както и към чехословашката армия.

## Втората среща на лидерите на страните участнички във Варшавския договор
На 18 август в Москва се състои среща на лидерите на СССР, Източна Германия, Полша, България и Унгария. Договорено е осъществяване на подходящи мерки, включително активиране на „здравите сили“ на КПЧ които да подготвят искане за предоставяне на военна помощ. В съобщението до президента на Чехословакия Лудвик Свобода, изпратено от името на участниците на срещата в Москва, се посочва, че решението за военната намеса е взето като отговор на получена молба за военна помощ от „мнозинството“ от членовете на Президиума на Централния комитет на Комунистическата партия на Чехословакия и на Чехословашкото правителство.

## Военни действия на ОВД
Целта на операция „Дунав“ е смяна на политическото ръководство на Чехословакия и установяване на лоялен към СССР режим. По време на операцията е трябвало да се превземат най-важните обекти в Прага, а служителите на КГБ – да арестуват чешките реформатори. След това е планирано свикване на Пленум на ЦК на Комунистическата партия на Чехословакия и на Народното събрание, където да бъде сменено цялото ръководство на партията и страната. За изпълнение на тези задачи се е разчитало на пълната поддръжка от страна на президента на страната Л. Свобода.
Политическото ръководство на операцията в Прага е възложено на К. Мазуров, члена на Политбюро на ЦК на КПСС.
Военната подготовка на операцията се извършена от главнокомандващия на Обединените въоръжени сили на страните от Варшавския договор маршал И. И. Якубовски. Няколко дни преди началото на военната операция с осъществяването и е натоварен и главнокомандващият на Сухопътни войски, заместник-министър на отбраната на СССР, генерал от И. Г. Павловски.
В нощта между 20 и 21 август 1968 г. въоръжените сили на 5 от страните членки на Организацията на Варшавския договор нахлуват в Чехословакия: това са армиите на Съветския съюз, Полша, България, Унгария и Източна Германия. В Чехословакия навлизат 200 000 военнослужещи и 2000 танка.
Провеждането на военната операция е възложена на обединеното ръководство на армиите на Варшавския договор. Силите на ПВО, ВМС и др. военни подразделения на СССР са приведени в повишена бойна готовност. За провеждане на операцията е подготвена специална военна групировка, чийто първи ешелон е в състав от около 250 000 души. Общата ѝ численост е 500 000 души разполагащи с около 5000 танка и бронетранспортьора. За изпълнението на операцията са използвани 26 дивизии, от които 18 са съветските, без да се брои авиацията. При нахлуването в Чехословакия участват войските на: 1-ва гвардейска съветска танкова бригада, 20-а гвардейска общовойскова бригада, 16-а въздушна армия (група съветски войски дислоцирани в Германия), 11-а гвардейска армия (Балтийски военен окръг), 28-а общовойскова армия (Беларуски военен окръг), 13-а и 38-а комбинирани армии (Карпатски военен окръг) и 14-а въздушна армия (Одески военен окръг). За целта са формирани Карпатският и Централният фронт:
- Карпатският фронт е сформиран на база административното управление и включва войските от Карпатския военен окръг и няколко полски дивизии, сред които четири армии: 13-а, 38-а комбинирани оръжия, 8-а гвардейска танкова и 57-а въздушна. В същото време 8-а гвардейска танкова армия и част от силите на 13-а армия започват да се придвижват към южните райони на Полша, където състава им е допълнен с още няколко полски дивизии. Командващ на този армия е бил генерал-полковник Василий Зиновиевич Бисярин.
- Централният фронт е сформиран на базата на администратинвото управлиние на Балтийския военен окръг с включването на войските от Балтийския военен окръг, Групата на съветските сили в Германия и Северната група войски, както и отделни полски и източногермански дивизии. Този фронт е разгърнат от към ГДР и Полша. Централният фронт включва 11-а и 20-а гвардейска комбинирана армия и 37-а въздушна армия.

В Южно направление, в Унгария, е разгърната прикриваща действащата военно групировка. От територията на Унгария за навлизане в Чехословакия е дислоцирана оперативната група Балатон, състояща се от две съветски дивизии, както и български и унгарски части. Във военната операция участват:
- от СССР – 18 мотострелкови, танкови и въздушнодесантни дивизии, 22 авиационни и хеликоптерни полка, около 170 000 души;
- от Полша – 5 пехотни дивизии, до 40 000 души;
- от ГДР – мотострелкови и танкови дивизии, общо до 15 000 души;
- от Унгария – 8-а мотострелкова дивизия, отделни части, общо 12 500 души;
- от България – 12-и и 22-ри български мотострелкови полкове с обща численост 2164 души. и един български танков батальон, въоръжени с 26 машини Т-34.

За начална дата на операцията е определена вечерта на 20 август, когато се провежда и заседание на Президиума на Централния комитет на Комунистическата партия на Чехословакия. Сутринта на 20 август 1968 г. е прочетена секретна заповед до офицерите в която се съобщава за формиране на Дунавското главно командване. Генерал на армията И. Г. Павловски е назначен за главнокомандващ, а щабът му е разположен в Южна Полша. На негово подчинение са двата фронта: (Централен и Карпатски), Балатонската оперативна група, както и две гвардейски въздушнодесантни дивизии. В първия ден на операцията, за осигуряване на десанта на въздушнодесантните дивизии, на разпореждане на главнокомандващия операция „Дунав“ са предоставени и пет дивизии от военнотранспортната авиация.

## Ролята на КГБ
Според доклада на Василий Митрохин (специално избран и обучен офицер от КГБ на СССР), в Чехословакия предварително са изпратени агенти, маскирани като туристи, журналисти, бизнесмени и студенти. Същите са били снабдени с фалшиви паспорти на Западна Германия, Австрия, Великобритания, Швейцария и Мексико с надеждата, че чехословашките граждани по-лесно биха се доверили на западните хора. Тяхната роля е била да проникнат в реформаторски кръгове като: Съюза на писателите, радикални списания, университети и политически групи и да злепоставят реформаторските групировки. Тогава агентите на КГБ създават скривалища с американски оръжия и фалшиви документи, като откриването им трябва да докаже наличието на предполагаем американски план за сваляне на режима в Прага. По-късно откриването им служи като едно от оправданията за съветската инвазия в Чехословакия.
Подобно на събитията в Унгария през 1956 г., и при окупацията на Чехословакия, съвмесно с армията в Чехословакия навлизат и части на граничните войски на КГБ, които трябва да осъществяват контролно-пропускателната дейност в тила на настъпващи армии. Те участват и при превземане на важни обекти и овладяване на контрола върху държавната граница на Чехословакия, особено границата с Австрия и Германия. Частите на КГБ остават в страната до края на септември 1968 г., когато, под прякото ръководство на КГБ, е създадена новата гранична служба на Чехословакия,

## Хронология на събитията
В 22:15 часа на 20 август войските от Варшавския договор получават сигнал от Вълтава-666 за началото на операцията. В 23:00 часа на 20 август във войските, предназначени за нахлуване, е обявена бойна тревога. По защитени комуникационни канали всички армии, дивизии, бригади, полкове и батальони получават сигнал за настъпление. При постъпване на сигнала всички командири е трябвало да отворят един от петте секретни пакета, които пазят (операцията е разработена в пет варианта), като останалите четири, без да ги отварят, да бъдат изгорени в присъствието на началник-щабовете си. В отворените пакети се е съдържала заповедта за започване на операция „Дунав“ и продължаване на военните действия в съответствие с плановете „Дунав-канал“ и „Дунав-канал-Глобус“.
Предварително са разработени и „Заповеди за взаимодействие по Дунавската операция“. Военната техника, участваща в инвазията, е маркирана с по една бяла ивици. Цялата военна техника от съветско и съюзно производство без бели ивици е подлежала на „неутрализиране“, за предпочитане без стрелба. В случай на съпротива, тези танкове и друга военна техника е трябвало да бъдат унищожена без предупреждение и без команди отгоре. При среща с войските на НАТО е наредено незабавно да се спре и да не се стреля без команда.
Нахлуването в Чехословакия се осъществява на 18 места от териториите на ГДР, Полша, СССР и Унгария. Части на 20-а гвардейска армия от Групата съветски войски в Германия (генерал-лейтенант Иван Леонтиевич Величко) навлизат в Прага и установяват контрол над основните обекти на столицата на Чехословакия. По същото време две съветски въздушнодесантни дивизии осъществяват десант в Прага и Бърно.
В 2 часа сутринта на 21 август, части от 7-а въздушнодесантна дивизия кацат на летище Рузине в Прага. Те блокират основните комуникационни обекти на летището. На летището започват да кацат съветски Ан-12 превозващи войски и военна техника. Превземането на летището е извършено с помощта на измамна маневра при която съветски пътнически самолет Ан-24, летящ до летището иска аварийно кацане поради предполагаема повреда на борда. След разрешение за кацане парашутистите превземат контролната кула на летището и осигуряват безпрепятственото кацане на самолетите превозващи войниците и военната техника. Подробности относно тази операция на 7-а въздушнодесантна дивизия се намира в интервюта подадена от нейния тогавашен командир Лев Горелов.
При новината за военната инвазия президиумът на Комунистическата партия на Чехословакия незабавно се събира в Централния комитет на Комунистическата партия на Чехословакия в кабинета на Александър Дубчек. С мнозинство 7 на 4 се гласува изявление на Президиума, осъждащо инвазията. Според първоначалния план се изказват само членовете на президиума Колдер, Биляк, Свестка и Риго. При гласуването Съветското ръководства е разчитало на значителния превес на „здравите сили“ които са – 6 срещу 5 гласа. В изявлението се съдържа и призив за спешно свикване на партиен конгрес.
До 4:30 сутринта на 21 август сградата на Централния комитет е обградена от съветски войски и бронирана транспортна техника. Съветските парашутисти нахлуват в сградата и арестуват присъстващите. Александър Дубчек и други членове на Централния комитет прекарват няколко часа под охраната на парашутистите.
В 5:10 сутринта на 21 август пристига и разузнавателната рота на 350-и гвардейски парашутен полк и разузнавателната рота на 103-та въздушнодесантна дивизия. В рамките на 10 минути те превземат летищата Туржани и Намести, след което започва бързото дислоциране на основните военни сили. Според очевидци на летищата един след друг са кацали транспортни самолети. С минимален интервал тук пристигат и другите самолети с войници и военна техника.
До 9:00 часа сутринта на 21 август в Бърно парашутистите блокират всички пътища, мостове, изходи от града, сградите на радиото и телевизията, телеграфа, главната поща, административните сгради на града и региона, печатницата, железопътните гари и др. като щабовете на военни части и сградите на военните предприятия. Командирите на Чехословашката армия са помолени да запазят спокойствие и да поддържат ред в поделенията. Четири часа след кацането на първите групи парашутисти най-важните обекти в градовете Прага и Бърно са вече под контрола на съюзническите сили. Основните усилия на парашутистите са насочени към превземане на сградите на Централния комитет на Комунистическата партия на Чехословакия, правителството, Министерството на отбраната и Генералния щаб, както и сградите на радиото и телевизията. По предварително определен план колони от войски са изпратени в основните административни и индустриални центрове на Чехословакия. Формирования и части на съюзническите войски са разположени във всички големи градове. Особено внимание е отделено на защитата на западните граници на Чехословакия.
В 10 ч. сутринта Александър Дубчек, министър-председателят Олдржих Черник, председателят на парламента Йозеф Смрковски, членовете на Централния комитет на Комунистическата партия на Чехословакия Йозеф Спейчек и Бохумил Шимон и ръководителят на Националния фронт Франтишек Кригел са изведени от сградата на Централния комитет на Комунистическата партия на Чехословакия от служители на КГБ и служители на Държавна сигурност (StB), последните водени от заместник-министъра на вътрешните работи Уилям Шалгович. Те са откарани на летището и с съветски военен самолет отведени в Москва.
До края на деня на 21 август 24-те дивизии на страните от Варшавския договор вече контролират основните обекти на територията на цяла Чехословакия. На чехословашката армия е наредено да не се съпротивлява. Тогава сградата на Министерството на вътрешните работи в Прага е превзета от група бойци от 7-о управление на КГБ на СССР, командвана от бъдещия първи ръководител на групата Генадий Зайцев.

## Реакция на Комунистическата партия на Чехословакия и населението на страната
През първите дни от окупацията протестиращи граждани в Прага се опитват да блокират движението на военната техника. Всички указателни знаци и улични табели са съборени. Скрити са всички карти, което донякъде забавя процеса по овладяването на града защото съветските военни са разполагали само със стари карти от времето на Втората световна война. Това е и причината да се забави завземането на радиото, телевизията и редакциите на вестниците. Уплашени от първите реакции на населението просъветските лидери намират убежище в съветското посолство, където е било невъзможно да бъдат убедени да съставят ново правителство и да проведат пленум на Централния комитет на КПЧ. Медиите вече са ги обявили за предатели.
След призива на президента на страната, излъчен от Чешкото радио, гражданите на Чехословакия не дават въоръжен отпор на нахлуващите войски. Навсякъде обаче окупационните войски срещат пасивната съпротива на местното население. Чехите и словаците отказват да осигурят на съветските войски напитки, храна и гориво. За да саботират придвижването на военните сили те променят много от пътните знаци. Населението масова излиза на улиците и се опитва да обясни на войниците същността на случващото се в Чехословакия. Гражданите издигат искания за незабавно изтегляне на чуждите войски и връщането на партийните и правителствени ръководители от Москва. Макар и малко на брой, все пак се появяват и призиви за въоръжена съпротива. Това обаче е насочено най-вече срещу функционери на Чехословашката комунистическа партия и служители на държавната сигурност, подкрепили окупацията и определени като предатели.
Ситуацията е описана в едно от писмата на Г. Бьол до Л. Копелев: “Без да знаем нищо, пристигнахме в Прага на 20 август вечерта. Искахме да видим чешкото чудо – и когато се събудихме рано сутринта на 21-ви, тогава се започна! Нямаше причини да се страхувахме, но това, разбира се, ни „лазеше по нервите“. Да видим чехите докарани до крайност, а срещу тях – бедните и невинни съветски войници! Беше истинска лудост. През цялото си посещение си мислехме, че е на път да се „започне“. Това е дяволски замислена игра на нерви между жителите на Прага и съветските войници. Не пренебрегвам инцидента, при който загина един човек, но все пак трябва да кажа: и двете противопоставящи се групи се държаха смело и хуманно.”
По инициатива на Градския комитет на Комунистическата партия на Чехословакия в Прага (във Височани) започва тайна среща на XIV конгрес на Комунистическата партия на Чехословакия. Това се извършва без участието на делегати от Словакия, защото е нямало време да пристигнат. Сменено е ръководството на партията, като на ръководни длъжности в партията не е избран нито един представител на консервативно настроените делегати. Тава е и причината в Московския протокол да има отделна точка с настояване за анулиране решенията на този конгрес.

## Преговорите в Москва
При възникналата ситуация Съветското ръководство е принудено да търси компромисно решение. След като членовете на ръководството на ЦК на Комунистическата партия на Чехословакия са отведени в Москва в града пристигат и Президентът на Чехословакия Лудвик Свобода и Густав Хусак, който по това време е заместник-ръководител на правителството.
Преговорите се провеждат в Москва на 24 – 27 август 1968 г. Съветските лидери се стремят да принудят чехословашките лидери да подпишат документ където да се обоснове нахлуването на войските на Варшавския договор като необходимо действие, предизвикано от неизпълнение на задължения от срана на Чехословакия, тези приети на преговорите в Черна над Тиса и Братислава. Търси се оправдание и в неспособността на ръководството на Чехословакия да предотврати евентуален държавен преврат на „контрареволюционните сили“. Изисква се да се обявят решенията на Конгреса на Комунистическата партия на Чехословакия във Височани за невалидни и да се отложи свикването на нов партиен конгрес. Преговорите се провеждат в атмосфера на натиск и прикрити заплахи. По време на преговорите ръководителите на Чехословакия заявяват, че окупацията е непредизвикана и неоправдана стъпка, която ще доведе до тежки последици, включително в международен план. Тогава Густав Хусак, придържайки се към общата позиция отбелязва, че целите поставени от лидерите на СССР са могли да бъдат постигнати и с други, невоенни средства.
Накрая обаче, вероятно за да се избегне по-нататъшна ескалация, Александър Дубчек и неговите съпартийци решават да подпишат Московския протокол (само Франтишек Кригел отказва да го подпише). Резултатите от преговорите са представени в съвместно комюнике, където условието за изтегляне на войските е обвързано с развитието на събитията и нормализиране на ситуацията в Чехословакия.

## Жертвите по време на окупацията
Няма официална статистика за броя на жертвите по време на военните действия. Регистрирани са само отделни случаи на нападения срещу военните. Като цяло гражданите на Чехословакия не оказват съпротива.
Според някои осъвременени данни, по време на инвазията, са убити 108 граждани на Чехословакия, а повече от 500 са ранени. По-голямата част от тях са цивилни. Само в първия ден на инвазията са убити или смъртоносно ранени 58 души.
Най-много жертви сред цивилното население има в Прага – в района около сградата на Чешкото радио. На 21 август там загиват 16 души. Свидетели съобщават, че съветските войници са стреляли по тълпата и на Вацлавския площад в Прага, в резултат на което няколко души също са били убити и ранени. Данни за този инцидент обаче не са включени в докладите на чехословашката служба за сигурност. Има доказателства за смъртта на цивилни, включително сред непълнолетни и възрастни лица, в Прага, Либерец, Бърно, Кошице, Попрад и други градове на Чехословакия в резултат от използването на огнестрелно оръжие от съветските войници за разпръскване на протестиращите тълпи.
От 21 август до 20 септември 1968 г. загубите на съветските войски възлизат на 12 убити и 25 ранени. Загубите на същите, но при неизпълнение на военните си задължения, за същия период, са 84 убити и 62 ранени. След катастрофа на хеликоптер в района на град Теплице загиват и двама съветски кореспонденти. Някои твърдят, че оцелелият пилот на хеликоптер, страхувайки се, че ще бъде държан отговорен за инцидента, е изстрелял няколко куршума по хеликоптера с пистолет и след това е казал, че хеликоптерът е бил свален. Официално представена версия на кореспондентите К. Непомнящи и А. Зворикин, се появява и във вътрешните доклади на КГБ. Там се споменава, че жертвите са следствие от нападение на „контрареволюционери“.
На 26 август 1968 г. близо до град Зволен (Чехословакия) се разбива Ан-12 от Tula 374 VTAP (капитан Н. Набок). Според пилотите самолетът е бил с товар (9 тона масло) и по време на заход за кацане е бил обстрелян от земята с картечница. В резултат на обстрела е повреден 4-тия двигател, поради което самолетът не е успял да достигне до пистата за кацане. Тогава загиват 5 души. Според чешките историци и архивисти самолетът вероятно се е разбил в планина.
Близо до село Жандов, намиращо се до град Ческа Липа, група граждани, блокиращи пътя към моста се опитват да възпрепятстват движението на колона съветски танкове. Тогава старшина Ю. И. Андреев, който настига колоната с висока скорост решава да се отбие от пътя за да не прегази протестиращите. Танкът се преобръща и пада от моста заедно с екипажа. При този инцидент загиват трима военнослужещи.
Няма официално оповестени данни за загубата на военна техника. Знае се обаче, че само през първите три дни от окупацията са изгорени 7 танка и бронетранспортьора на територията на Словакия и Северна Моравия.
Известни са данни за безвъзвратните загуби на въоръжените сили на други държави от силите на Варшавския договор. Унгарската и българската армии са загубили по един войник, а полската – 10.

## Ситуацията след първите дни на окупация
В началото на септември войските на Варшавския договор са предислоцирани и разположени извън градове на Чехословакия. Съветските танкове напускат Прага на 11 септември 1968 г. На 16 октомври 1968 г. е подписано споразумение между правителствата на СССР и Чехословакия за условията за временно пребиваване на съветските войски на територията на Чехословакия. Според него се разрешава на част от съветските войски до останат на територията на Чехословакия „…за да се гарантира сигурността на социалистическата общност…“. На 17 октомври 1968 г. започва поетапно изтегляне на останалата част от войските на Варшавския договор, което завършва до средата на ноември.
През 1969 г. в Прага студентите Ян Палах и Ян Заич се самозапалват в знак на протест срещу съветската окупация.
Като резултат от инвазията в Чехословакия е прекъснат процесът на политически и икономически реформи. През април 1969 г. Густав Хусак е избран за първи секретар на партията. Това се случва на пленум на ЦК на Комунистическата партия на Чехословакия. Всички реформатори са отстранени от постовете си. Започват серии от политически репресии. Десетки хиляди напускат страната. Сред тях са представители на културния елит на Чехословакия. Периодът от чехословашката история след избирането на Густав Хусак за лидер на партията е известен като ерата на Нормализация.
Съветските войски остават на територията на Чехословакия до 1991 г.
- Паметник на Ян Палах, запалил се на 16 януари 1969 г. в знак на протест срещу нахлуването на ОВД
- Съветски танк с лека картечница по улиците на Прага
- Горящ съветски танк
- Танкове Т-55, обградени от демонстранти

## Участието на България
През май 1968 г. в Българската комунистическа партия започва усилена пропаганда относно събитията в Чехословакия, последвана от заповед за проникване на територията на Чехословакия (заповед № 39 от 20 август 1968 г.). Заповедта е подписана от 33 висши партийни функционери и политици. Полковете получават бойна заповед, подписана от военния министър Добри Джуров и началника на генералния щаб Атанас Семерджиев.

## Реакция по света
Веднага след като научават за инвазията, Канада, Дания, Франция, Парагвай и Съединените щати изискват спешна среща на Съвета за сигурност на Организацията на обединените нации.